# Perrey Reeves

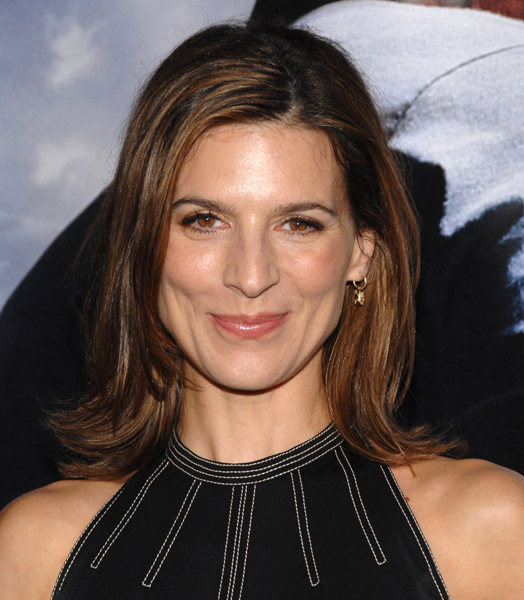
Perrey Reeves, 2010

Perrey Reeves (* 30. November 1970 in New York) ist eine US-amerikanische Film- und Fernsehschauspielerin.

## Leben
Reeves stammt aus New York City und wurde in New Hampshire aufgezogen. Ihr Bildungshintergrund reicht von Schulen in Frankreich und Italien bis zu Ivy-League-Colleges in den USA.

## Karriere
In der HBO-Comedyserie Entourage von 2004 bis 2011 sowie im 2015 veröffentlichten Spielfilm verkörpert sie Mrs. Ari Gold (ihr Vorname Melissa wird erst im Serienfinale bekannt). Andere Rollen waren zum Beispiel die Hannah in Der Mond über Plymouth (1990), Marissa Jones in Old School – Wir lassen absolut nichts anbrennen, Jessie in Mr. & Mrs. Smith und Kristen De Silva in Chucky 3. Sie spielte auch Rollen in American Dreamz – Alles nur Show, Akte X – Die unheimlichen Fälle des FBI, Rules of Engagement und Kicking and Screaming.
In den Jahren 2017 und 2018 gehörte sie zur Hauptbesetzung der Comedyserie Famous in Love.

## Filmografie (Auswahl)
- 1991: Chucky 3 (Child’s Play 3)
- 1995: Kicking and Screaming
- 2003: Old School – Wir lassen absolut nichts anbrennen (Old School)
- 2004–2011: Entourage (Fernsehserie, 55 Episoden)
- 2005: Mr. & Mrs. Smith
- 2006: American Dreamz – Alles nur Show (American Dreamz)
- 2009: Grey’s Anatomy (Fernsehserie, Episode 5x11)
- 2017–2018: Famous in Love (Fernsehserie, 17 Episoden)